# Fiskarna (stjärntecken)
Fiskarna (latin: Pisces; grekiska: Ἰχθύες, Ikhthyes; symbol: ♓️) är ett astrologiskt stjärntecken i zodiaken.